# دانه ساسی
دانه ساسی (نام علمی: Corispermum) نام یک سرده از تیره تاج‌خروسیان است.